# アウトサイドヒッター
アウトサイドヒッター(Outside Hitter)は、バレーボールにおいて主に左右両サイドからのスパイクを打つ選手のことである。主に高めのオープントスや平行トス、時間差攻撃のセミクイック、バックアタック(後述)、ハイセット（二段トス）等の攻撃を担当する選手を指す。

## 概要
かつてはレフトないしはライトと呼ばれるポジションであり、ウイングスパイカー(WS)と呼ばれていた時代もあったが、2018年のアジア競技大会を境に日本バレーボール協会は用語統一のための指針を示し、ウイングスパイカーの呼称を用いずにアウトサイドヒッターを用いるよう通達を出した。広義にはミドルブロッカー（センタープレーヤー）以外のスパイカーはアウトサイドヒッターに分類されるが、セッターの対角に入るスパイカーはオポジット(OP)と呼ばれることが多くなったため、一般的にはレフト側からの攻撃を主に担う2名の対角ポジションに入る選手をアウトサイドヒッターと呼ぶ（このポジションの選手をエースアタッカー〈エース〉と呼ぶ場合もある）。
セッターは前衛においてライト側にまわる関係上、セッター対角のオポジットもライト側に、残る2人のアウトサイドヒッターがレフト側にまわるフォーメーションを組む場合が多い。そのため、レフトにまわるアウトサイドヒッターは右利きの選手が、ライトにまわるオポジットは左利きの選手が務めることが多い。

## アウトサイドヒッターが放つスパイクの"テンポ"
近年、スパイクのタイミング（テンポ）は早められる方向に進化し続けている。従来のオープントスはサードテンポの攻撃に相当し、トスが上げられた後にトスの高さと方向にあわせて助走を開始するスタイルであった。その後、オープンスパイクのタイミングはやや早められ、トスアップよりも早く助走を開始するセカンドテンポへと移行する。レフト・ライトからの平行トスや時間差でのセミクイックがセカンドテンポの攻撃に相当する。すなわち、アウトサイドヒッターはセカンドテンポないしはサードテンポのスパイクを担当するスパイカーであるといえるが、より速い平行トスや極めて低いセミクイックはファーストテンポに分類されるという解釈がなされる場合もある（ファーストテンポはトスアップと同時にジャンプの踏切り動作を行う攻撃を指す）。しかしながら、近年のスパイクフォーメーションに対して「現代は基本的にすべてのスパイカーがファーストテンポでの攻撃を行う」といった表現はやや極端すぎるように思われる。トスアップと同時（ないしはトスアップより早く）ジャンプの踏切りを行うクイック攻撃をマイナステンポとする場合に限り、早い（短い）テンポでのサイド攻撃やセミクイックをファーストテンポに分類すべきである。これらスパイクの「テンポ」に関する評価は感覚的な要素が強く、プレーヤーや指導者によってもスパイクのテンポに関する解釈は微妙に異なる。ちなみに左サイドのスロット5における攻撃で言えば、ロングBないしは"ひかり攻撃"と呼ばれるスパイクがファーストテンポに相当する。

## バックアタック[4]
1976年のモントリオールオリンピックで、ポーランドのトマシュ・ボイトビッチ選手が初めて用いたスパイク戦術である。文字通り、後衛の選手がアタックラインの後ろからジャンプの踏切りを行ってスパイクを放つ。通常のスパイクよりも前方に飛び上がって（ブロードジャンプ）攻撃を行う点に特徴がある。日本でも1980年以降、特に男子においてバックアタックが積極的に取り入れられるようになった。近年は女子においても攻撃の重要な戦術の一つとなっている。かつてはミドルブロッカー（センタープレーヤー）がバックアタックを打つこともしばしばであったが、現在はミドルブロッカーが後衛に回った際はリベロと交代するシステムを採るケースが多いため、バックアタックのほとんどはアウトサイドヒッター（オポジットを含む）が担当する。すなわち、アウトサイドヒッターは前衛での攻撃はもちろんのこと、バックアタックの高い技術を有することが求められる。

## サーブレシーブのフォーメーションにおけるアウトサイドヒッターの役割[6]
かつて、サーブレシーブ（レセプション）は、セッターを除く5人のスパイカー全員が担当することが多かったが、守備の分業化が進んだ結果、近年は3名で対応する戦術が主流となっている。多くのチームは機動力のあるアウトサイドヒッター2名とリベロの3人をサーブレシーブ要員に充てている（サーブレシーブが不得手な選手がアウトサイドの対角に入る場合には、その選手の代わりにオポジットの選手がサーブレシーブに参加する場合もある）。それゆえ、アウトサイドヒッターにはスパイクの能力だけでなく高いサーブレシーブの能力が要求される。また、アウトサイドヒッターは前衛のみでなく、後衛でも攻撃に参加するため、サーブレシーブを行った後もつねにスパイクに備えなければならない。その結果として、アウトサイドヒッターと呼ばれるにもかかわらず、左右のコートの外に大きく開いてオープントスを待つスタイルのスパイク助走はあまり見られなくなった。